# La vie en rouge
La vie en rouge è un doppio album live di Enrico Ruggeri.

## Il disco
Il titolo dell'album e i testi dei due brani inediti si rifanno alla sua vita.
Fu riedito l'anno successivo aggiungendo altri due inediti in studio: Primavera a Sarajevo, presentata al Festival di Sanremo di quell'anno, e I naviganti.
Ci sono alcune differenze sostanziali tra le copertine delle due edizioni: nella seconda sparisce la scritta In concerto in alto a destra e le rose che tiene in mano l'uomo di cui si vedono solo le gambe incrociate diventano, da una sola, nove e compare un petalo per terra, che nella prima edizione non c'era. Tutti gli arrangiamenti dei brani sono in chiave Folk.

## Canzoni
CD 1
1. La vie en rouge (inedito in studio) - 4:09
2. Rien ne va plus - 4:55
3. Certe donne - 3:59
4. Quello che le donne non dicono - 4:34
5. Bratiska - 3:34 (Luigi Schiavone suona il mandolino)
6. Il portiere di notte - 5:28
7. Con la memoria - 3:17
8. Il giudizio universale - 3:39
9. Nuovo swing - 5:19
10. Ulisse/Fango e stelle - 4:41
11. Mistero - 4:06 (Con Andrea Mirò alla chitarra acustica) (Alberto Guareschi suona il basso elettrico)
12. Peter Pan - 5:20 (Con Andrea Mirò alla chitarra acustica) (Davide Brambilla suona le tastiere) (Alberto Guareschi suona il basso elettrico)

CD 2
1. Quante vite avrei voluto (inedito in studio) - 4:55
2. Polvere - 4:46 (Con Andrea Mirò al violino)
3. La bandiera - 4:49
4. Vola via - 4:31 (Davide Brambilla suona le tastiere) (Alberto Guareschi suona il basso elettrico)
5. Gimondi e il Cannibale - 6:13
6. Prima del temporale - 4:17 (Alberto guareschi suona il basso elettrico)
7. I dubbi dell'amore - 5:04 (Alberto Guareschi suona il basso elettrico)
8. Il futuro è un'ipotesi - 4:42 (Con Andrea Mirò alla chitarra acustica) (Alberto Guareschi suona il basso elettrico)
9. Marta che parla con Dio - 4:12
10. Anna e il freddo che ha - 4:45 (Con Andrea Mirò alla chitarra acustica)
11. Il mare d'inverno - 4:39 (Alberto Guareschi suona il basso elettrico)
12. Contessa - 4:06 (Con Andrea Mirò al violino)

## Formazione
- Enrico Ruggeri: voce
- Luigi Schiavone: chitarra acustica, chitarra elettrica, mandolino
- Pino Di Pietro: pianoforte, tastiera, cori
- Alberto Guareschi: contrabbasso, basso
- Luigi Fiore: batteria, percussioni
- Andrea Mirò: voce, chitarra acustica, violino
- Davide Brambilla: fisarmonica, tromba, tastiera, cori